# Tommy Smith (1945–2019)
Thomas Smith (ur. 5 kwietnia 1945 w Liverpoolu, zm. 12 kwietnia 2019) – angielski piłkarz występujący na pozycji obrońcy. Jeden z czołowych zawodników Liverpoolu w latach 60. i 70. Z racji swojej twardej gry nazywany „żelazem z Anfield”.

## Kariera klubowa
Młody Tommy dorastał w cieniu Anfield, nic więc dziwnego, że od małego kibicował The Reds. W 1960 r. został zawodnikiem tego klubu, kilka miesięcy później zaliczył swój debiut w rezerwach w wieku ledwie 15 lat. Bill Shankly legendarny szkoleniowiec Liverpoolu powiedział kiedyś o nim „Tommy nigdy nie był chłopcem - on urodził się mężczyzną!”. W pierwszej drużynie „czerwonych” Smith zadebiutował pod koniec sezonu 1962/63. Spisywał się na tyle dobrze, że chciał go do swojej drużyny ściągnąć sam Matt Busby szkoleniowiec Manchesteru United. Shankly nie wyobrażał sobie jednak odejścia jednego ze swoich ulubionych zawodników. Kilka lat później sam Smith rozważał odejście z Anfield z powodu swojej niechęci do kapitana The Reds Emlyna Hughesa. Łącznie w ciągu 18 lat w drużynie z Liverpoolu sześciokrotnie zdobywał Mistrzostwo Anglii, dwukrotnie sięgał po Puchar UEFA, dwukrotnie zdobywał także Puchar Anglii. Największym osiągnięciem w jego karierze było jednak zdobycie Pucharu Europy w 1977 r. W finałowym meczu przeciwko Borussii Mönchengladbach zdobył nawet bramkę. Ostatecznie z klubu odszedł dopiero w 1978 r. w wieku 33 lat, wyjeżdżając do USA do drużyny Los Angeles Aztecs, pełniąc tam funkcję grającego trenera. Szybko jednak wrócił do Anglii do Swansea City, gdzie zakończył kilkanaście miesięcy później karierę.

## Kariera reprezentacyjna
Pomimo bardzo dobrej gry w drużynie Liverpoolu Tommy Smith w drużynie narodowej zagrał jedynie w jednym spotkaniu. Było to 19 maja 1971, a przeciwnikiem Anglików byli Walijczycy.